# Picramnia parvifolia
Picramnia parvifolia är en tvåhjärtbladig växtart som beskrevs av Adolf Engler. Picramnia parvifolia ingår i släktet Picramnia och familjen Picramniaceae. Inga underarter finns listade.